# Magaram Magomedow
Magaram Israpiłowicz Magomedow, ros. Магарам Исрапилович Магомедов (ur. 20 maja 1966) – tadżycki szachista, reprezentant Rosji od roku 2000, arcymistrz od 1998 roku.

## Kariera szachowa
Po rozpadzie Związku Radzieckiego należał (do momentu zmiany obywatelstwa) do ścisłej czołówki szachistów Tadżykistanu. W latach 1994–1998 trzykrotnie wystąpił na szachowych olimpiadach, natomiast w 1993 r. – na drużynowych mistrzostwach Azji (we wszystkich przypadkach na I szachownicy). W 1998 r. został pierwszym w historii tadżyckim szachistą, któremu Międzynarodowa Federacja Szachowa przyznała tytuł arcymistrza.
Do indywidualnych sukcesów Magarama Magomedowa należą m.in. I m. w Czelabińsku (1990, turniej B) oraz dz. III m. w Kurganie (1993, za Aleksandrem Waulinem i Siergiejem Rublewskim, wspólnie z Nuchimem Raszkowskim).
Najwyższy ranking w karierze osiągnął 1 lipca 2000 roku, z wynikiem 2608 punktów zajmował wówczas 80. miejsce na światowej liście FIDE, jednocześnie zajmując 18. miejsce wśród szachistów rosyjskich.
Od końca lat 90. w turniejach klasyfikowanych przez Międzynarodową Federację Szachową startuje bardzo rzadko.